# Oscar Geier (Komponist)
Oscar Geier (* 3. Juli 1889 in Roßleben; † 17. Oktober 1952 in Dresden) war ein deutscher Bratschist und Komponist.

## Leben
Oscar Geier wirkte nach seiner musikalischen Ausbildung am Konservatorium in Sondershausen und der Hochschule für Musik Dresden von 1913 bis 1952 als Bratschist in der Dresdner Staatskapelle. Neben seiner Tätigkeit als Musiker komponierte er vor allem Solo- und Kammermusik. Vor allem das Konzert für Kontrabass in E-Dur op. 11 ist ein bekanntes Pflichtstück für Kontrabassisten bei Wettbewerben oder beim Probespiel.
Zum 1. Mai 1933 trat er der NSDAP bei (Mitgliedsnummer 2.459.426).

## Werke (Auswahl)
- Konzert für Kontrabass und Orchester E-Dur op. 11
- Passacaglia cis-moll op. 5
- Elf Etüden für Trompete in B-Dur op. 59
- Suite für Viola solo op. 15, Nr. 1
- Konzert für Trompete in Es-Dur op.18
- Konzertstück für Tuba in F und Klavierbegleitung
- Sonate für Viola d’amore und Kontrabass op. 27